# John J. Louis

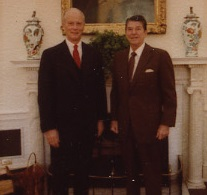
John J. Louis mit US-Präsident Ronald Reagan (1981)

John Jeffry Louis, Jr. (* 10. Juni 1925 in Evanston, Illinois; † 15. Februar 1995 in Winnetka, Illinois) war ein US-amerikanischer Wirtschaftsmanager und Diplomat, der unter anderem zwischen 1981 und 1983 Botschafter der Vereinigten Staaten im Vereinigten Königreich war.

## Leben
John Jeffry Louis, Jr., war ein Sohn von John J. Louis und Henrietta Johnson, Erbin von S. C. Johnson & Son, ein internationales Unternehmen für Reinigungs-, Hygiene- und Pflegeprodukte sowie Insektenschutz. Nach dem Schulbesuch leistete er während des Zweiten Weltkrieges von 1943 bis 1945 Militärdienst in den United States Army Air Forces (USAAF) und war zuletzt Leutnant (Second Lieutenant) und Militärpilot. Nach Kriegsende begann er zunächst ein grundständiges Studium am renommierten 1793 gegründeten Williams College, das er 1947 mit einem Bachelor of Arts (B.A.) beendete. Ein darauf folgendes postgraduales Studium im Fach Management an der zum 1769 gegründeten Dartmouth College gehörenden Tuck School of Business, schloss er 1949 mit einem Master of Business Administration (MBA) ab. 1951 begann er seine berufliche Laufbahn als Finanzmanager im Werbeunternehmen Needham, Louis, and Brorby, dessen Geschäftsführender Partner sein Vater war, und war dort bis 1958 tätig. Danach war er zwischen 1958 und 1961 Direktor für Internationales Marketing von S. C. Johnson & Son.
Im Anschluss war Louis von 1961 bis 1968 Vorstandsvorsitzender des Rundfunkveranstalters KTAR Broadcasting Co. Er engagierte sich als Vorsitzender der Illinois Volunteers for Goldwater bei der US-Präsidentschaftswahl 1964 für den republikanischen Kandidaten Barry Goldwater. Er 1968 Vorstandsvorsitzender der Combined Communications Corporation sowie zugleich Vorstandsmitglied des Medienkonzerns Gannett sowie nach der Übernahme der Combined Communications Corporation zwischen 1979 und 1981 Vorstandsvorsitzender von Gannett. Zeitweilig war er auch Vorstandsmitglied von S. C. Johnson & Son.
Am 7. Mai 1981 wurde John J. Louis als Nachfolger von Kingman Brewster zum Botschafter der Vereinigten Staaten im Vereinigten Königreich ernannt und übergab dort am 27. Mai 1981 sein Beglaubigungsschreiben. Er verblieb auf diesem Posten bis zu seinem Rücktritt am 7. November 1983 und wurde danach von Charles H. Price abgelöst. Seine Ernennung zum Botschafter durch US-Präsident Ronald Reagan stieß auf Kritik bei Diplomaten; so erklärte der mehrmalige Botschafter Malcolm Toon in einem Interview mit dem Monatsmagazin Foreign Service Journal, das am 12. April 1982 auch im Nachrichtenmagazin Time zitiert wurde: „His only qualification is that he speaks English.“ (‚Seine einzige Qualifikation ist, dass er Englisch spricht.‘)
Louis war zwischen 1985 und 1995 abermals Vorstandsmitglied von Gannett. Daneben war er als Trustee der Northwestern University tätig. Darüber hinaus engagierte er sich im Sport und war unter anderem Miteigentümer des Baseballteams Atlanta Braves beziehungsweise als Vizepräsident des Vorgängerteams Milwaukee Braves sowie als Miteigentümer des Baseballteams Chicago White Sox. Aus seiner Ehe mit Josephine Peters gingen die beiden Töchter Kimberly Stewart und Tracy Merrill sowie der Sohn John Jeffry Louis III, der ebenfalls Vorstandsvorsitzender von Gannett sowie Vorstandsmitglied von S. C. Johnson & Son war.